# لنگش

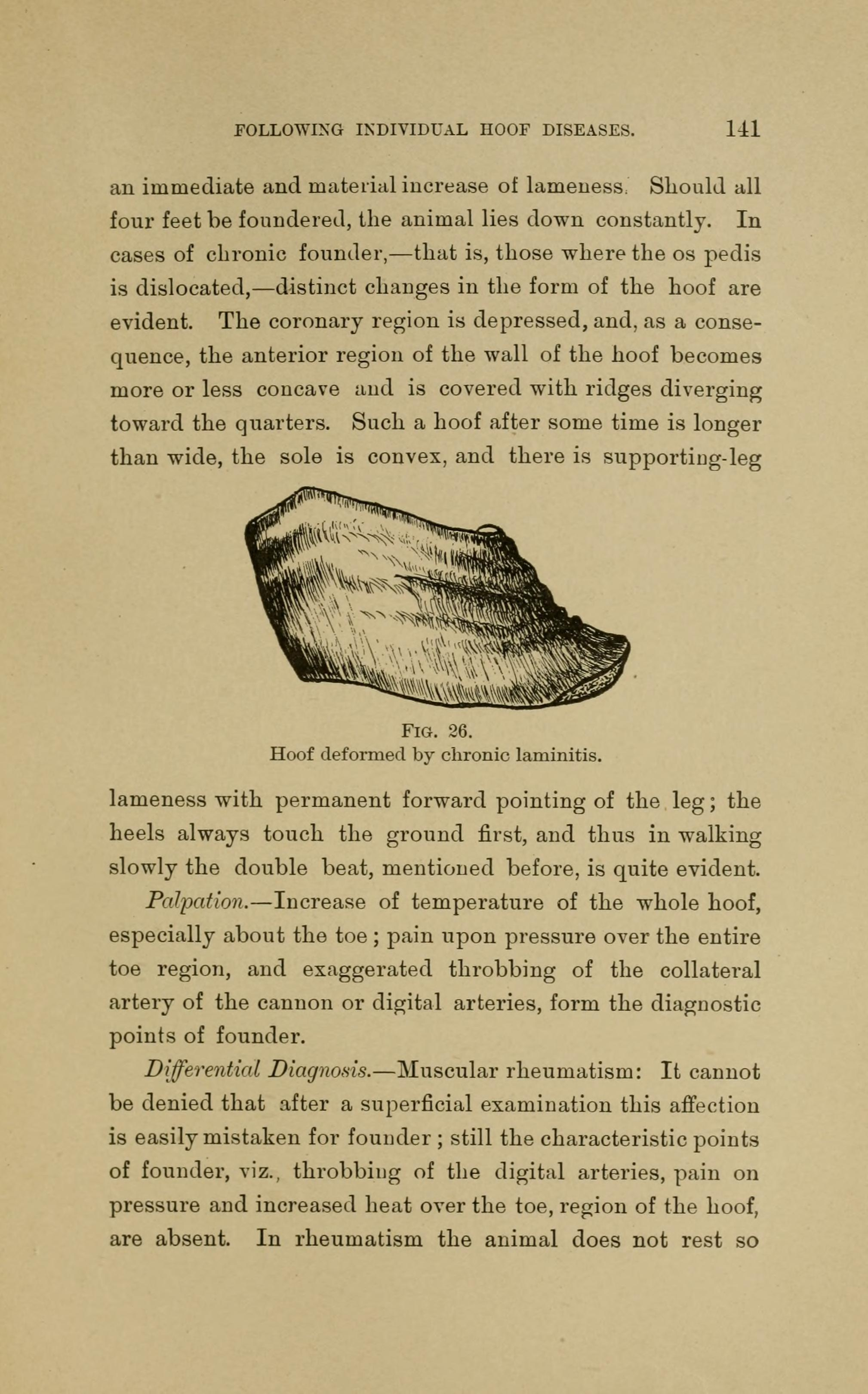
تشخیص بالینی لنگش در اسب. پدیدآورندگان:Möller, Heinrich; Wyman, Willy Edward Alexander

لَنگِش (Laminitis) نوعی بیماری در گاو و اسب است که باعث لنگیدن آن‌ها هنگام راه رفتن می‌شود.
لنگش سومین عامل مهم کاهش تولید در گاوداریها شناخته شده‌است.
عدم تعادل غذایی، عدم اتساع کافی شکمبه و سم‌چینی زیاد از دلایل اصلی لنگش هستند.
از دیگر عوامل ایجاد کننده لنگش در اسب می توان به مصرف بیش از اندازه علوفه حاوی کربوهیدارت ها- مصرف علوفه آبدار - چاقی و عدم تحرک - مسمومیت خونی ناشی از متریت و اسهال و پریتونیت - انقباض سرخرگ پا ناشی از عوارض جانبی برخی داروها مثل کورتیکواستروئید ها - ناصاف بودن محل حرکت اسب می توان اشاره کرد
لنگش‌های مزمن را می‌توان با سم‌چینی منظم هر ۳-۴ ماه یکبار برطرف نمود. گاوهایی که مشکل پای آن‌ها درمان‌پذیر نیست معمولاً از گاوداری‌ها حذف می‌شوند. 